# Josef Kuchynka
Josef Kuchynka (ur. 4 sierpnia 1894 w Pradze, zm. 9 stycznia 1979 tamże) – czechosłowacki piłkarz i trener piłkarski. Jednokrotny reprezentant Czechosłowacji. Jako trener zdobywca dwóch tytułów mistrza kraju ze Spartą Praga (1938/1939, 1943/1944) i kolejnych dwóch z Wisłą Kraków (1949, 1950).

## Życiorys
Z zawodu ślusarz, jako piłkarz grał na pozycji obrońcy. Występował w Viktorii Žižkov, AC Sparta i DFC Praga. Był w składzie reprezentacji Czechosłowacji na igrzyska olimpijskie w 1924 w Paryżu, ale nie wystąpił w żadnym meczu. 28 września 1924 wystąpił w towarzyskim meczu reprezentacji Czechosłowacji przeciwko Jugosławii w Zagrzebiu, wygranym przez gości 2:0.
Od 1935 pracował jako trener, prowadząc przed wojną SK Kladno i SK Židenice. W czasie II wojny światowej trenował Spartę Praga, z którą w sezonie 1938/1939 zdobył mistrzostwo Czechosłowacji, a w sezonie 1943/1944 mistrzostwo ligi Protektoratu Czech i Moraw. Po wojnie prowadził Slovenę Žilina i SK Slezská Ostrava, po czym przeniósł się do Polski, gdzie na lata 1948–1950 objął Wisłę Kraków. W sezonie 1948 wywalczył z tą drużyną wicemistrzostwo kraju (jesienią 1948 roku prowadził także Garbarnię Kraków), a w dwóch kolejnych latach dwa mistrzostwa. Później trenował jeszcze piłkarzy Svitu Gottwaldov i ponownie Garbarni oraz Wisły Kraków.